# Целус
Целус или Цоелус (на латински: Caelus, Coelus; на гръцки: Uranos) e в римската митология, религия и литература римски бог на небето и самото небе (Caelum на латински означава небе).
Отговаря в древногръцката митология на гръцкия бог на небето Уран (Uranus; Uranos Οὐρανός, Ouranos).
Според Цицерон и Хигин Целус е син на Ефир и на Хемера (на старогръцки: Ήμέρα – „ден“), дъщеря на Ереб и Никта.
Римляните са смятали, че Целус е женен за Тера (гр.: Гея) и е баща на Сатурн (гр.: Кронос).